# 大烏津河
大烏津河是俄羅斯和哈薩克的河流，由薩拉托夫州和西哈薩克斯坦州負責管轄，河道全長650公里，流域面積15,600平方公里，發源自奧布殊高地，河水主要來自融雪，每年十一月至翌年四月結冰，河畔城鎮有新烏津斯克。